# Ворсіха
Ворсі́ха (рос. Ворсиха) — село у складі Сорокинського району Тюменської області, Росія.
Населення — 456 осіб (2010, 492 у 2002).
Національний склад станом на 2002 рік:
- росіяни — 95 %